# Nicolás Miracco
Nicolás Juan Gabriel Miracco (Mar del Plata, 12 aprile 1991) è un calciatore argentino, attaccante del Real Sociedad.

## Caratteristiche tecniche
È un centravanti.

## Carriera
Cresciuto nel settore giovanile dell'Aldosivi, ha esordito in prima squadra il 16 giugno 2012 disputando l'incontro di Primera B Nacional pareggiato 0-0 contro il Defensa y Justicia.